# DXing
Il DXing è l'hobby di ricevere e identificare segnali radio o televisivi distanti o di stabilire un contatto radio bidirezionale con stazioni distanti di radio amatoriali, radio a banda cittadina o altre comunicazioni radio bidirezionali. Molti DXer tentano anche di ottenere verifiche scritte di ricezione o contatto chiamate QSL. Il nome dell'hobby deriva da DX, abbreviazione telegrafica per "distanza" o "distante".
La pratica del DXing è nata durante i primi giorni delle trasmissioni radiofoniche. Gli ascoltatori inviavano rapporti di ricezione alle stazioni radiofoniche nella speranza di ottenere un riconoscimento scritto o una cartolina QSL che servisse a verificare ufficialmente di aver ascoltato una stazione lontana. La raccolta di queste carte divenne popolare tra gli ascoltatori radiofonici negli anni '20 e '30 e i rapporti di ricezione venivano spesso utilizzati dalle prime emittenti per valutare l'efficacia delle loro trasmissioni. Sebbene le trasmissioni internazionali a onde corte siano in declino, il DXing rimane popolare tra gli ascoltatori dedicati alle onde corte. Anche la ricerca del contatto bidirezionale tra radioamatori distanti è un'attività significativa all'interno dell'hobby radioamatoriale.